# Данкув-Дужи
Данкув-Дужи (пол. Danków Duży) — село в Польщі, у гміні Влощова Влощовського повіту Свентокшиського воєводства.
Населення — 299 осіб (2011).
У 1975-1998 роках село належало до Келецького воєводства.

## Демографія
Демографічна структура на день 31 березня 2011 року:
|          | Загалом | Допрацездатний вік | Працездатний вік | Постпрацездатний вік |
| -------- | ------- | ------------------ | ---------------- | -------------------- |
| Чоловіки | 144     | 31                 | 99               | 14                   |
| Жінки    | 155     | 46                 | 79               | 30                   |
| Разом    | 299     | 77                 | 178              | 44                   |